# كناس الشوارع

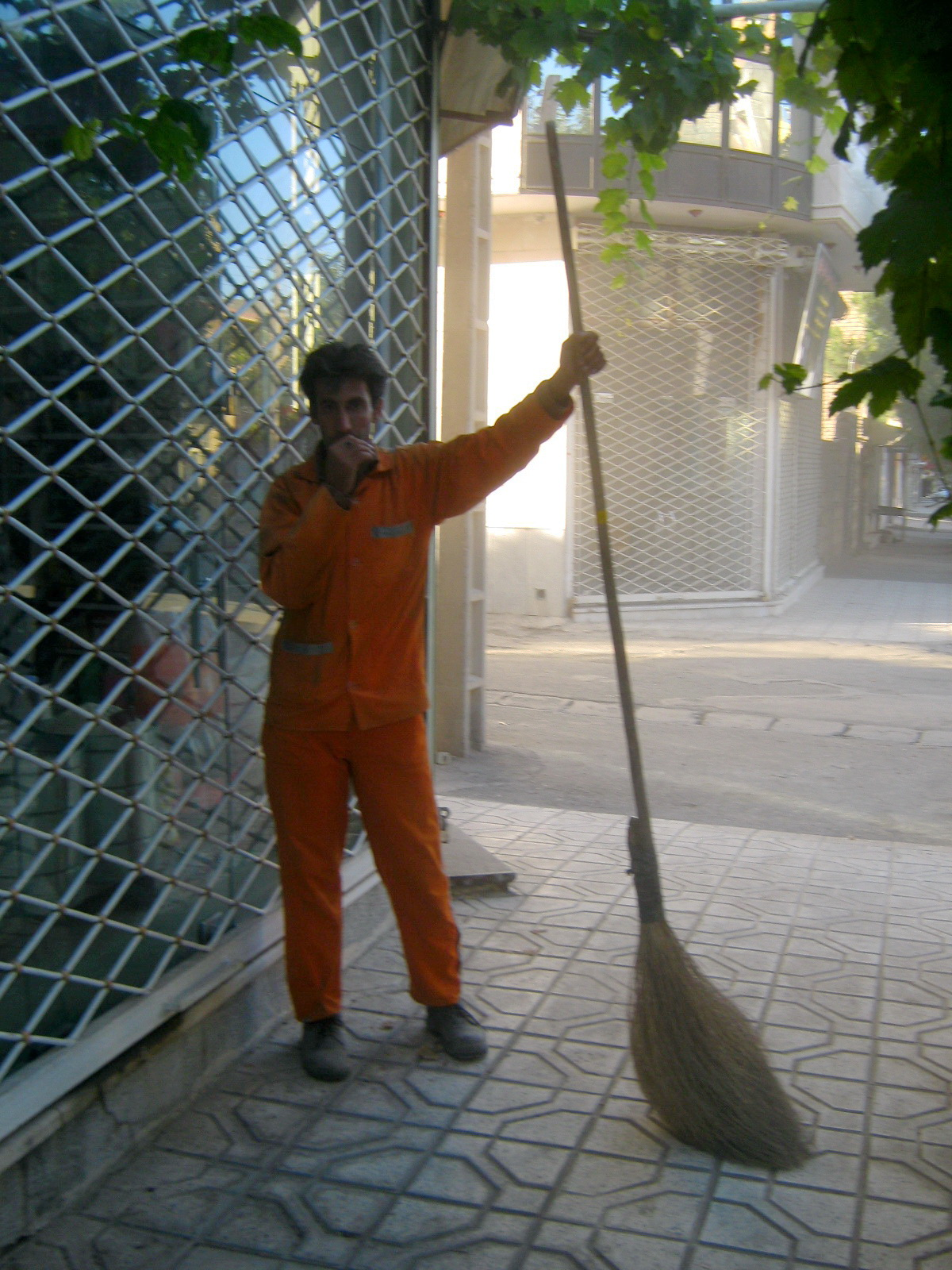
كناس و مكنسة في صباح المبكر ، إيران، نيسابور

كناس الشوارع (بالإنجليزية: street sweeper)‏، أو منظف الشوارع (بالإنجليزية: street cleaner)‏، هو مصطلح يطلق على الشخص أو الآلة التي تكون وظيفتها تنظيف الشوارع.